# Морес
Морес (итал. Mores) је насеље у Италији у округу Сасари, региону Сардинија.
Према процени из 2011. у насељу је живело 1683 становника. Насеље се налази на надморској висини од 375 м.

## Становништво
Према резултатима пописа становништва 2011. у општини је живело 1.945 становника.
| 1931. | 1936. | 1951. | 1961. | 1971. | 1981. | 1991. | 2001. | 2011. |
| ----- | ----- | ----- | ----- | ----- | ----- | ----- | ----- | ----- |
| 2.958 | 3.134 | 3.314 | 3.095 | 2.364 | 2.255 | 2.211 | 2.074 | 1.945 |

## Партнерски градови
- Санта Ђулијета